# Lesníček žlutoprsý
Lesníček žlutoprsý (Icteria virens) je americký zpěvný pták, jediný zástupce čeledi Icteriidae. 

## Systematika
Lesníčka žlutoprsého vědecky popsal Carl Linné roku 1758 pod binomickým jménem Turdus virens. Systematické zařazení tohoto druhu bylo dlouhodobě problematické. Sibleyho a Ahlquistovy průkopnické práce založené na DNA–DNA hybridizaci jej určily jakožto zástupce čeledi lesňáčkovití (Parulidae), nicméně morfologické i etologické charakteristiky tomuto systému příliš nenasvědčovaly. Novější molekulárně-fylogenetické studie nasvědčují blízkou příbuznost s vlhovcovitými (Icteridae), kvůli nejistým příbuzenským vztahům je však lesníček žlutoprsý k červenci 2024 veden coby jediný druh samostatné čeledi Icteridae. Studie Oliveros & kol. z roku 2019 zastává příbuznost lesníčka žlutoprsého s ostatními zástupci čeledi Icteridae a tento klad pak považuje za sesterský vůči čeledi Parulidae.
Rozlišovány jsou dva poddruhy lesníčka žlutoprsého, I. v. auricollis (= I. v. longicauda a I. v. tropicalis) a I. v. virens (= I. v. danotia).

## Výskyt
Lesníček žlutoprsý se vyskytuje na rozsáhlém území Severní a Střední Ameriky. V rámci poddruhů se rozšířil následovně:
- I. v. auricollis hnízdí od jihozápadní Kanady (jižní Britská Kolumbie a Saskatchewan) přes západní Spojené státy americké až do středního Mexika, zimuje především v Mexiku a Guatemale;
- I. v. virens hnízdí na jihovýchodě Kanady (jihovýchodní Ontario) a na východě Spojených států amerických (od Severní Dakoty a jižních Velkých jezer až po Texas a severní Floridu) a severovýchodě Mexika; zimuje především od východního Mexika po západní Panamu.

## Popis
Lesníček žlutoprsý je relativně velký pěvec se statným zobákem a dlouhým ocasem, celková velikost těla činí asi 19 cm a jeho hmotnost pak 20,2–33,8 g. Samci mají o něco větší rozpětí křídel než samice, ale na druhou stranu bývají v průměru o něco lehčí. Samci v období hnízdění mají svrchní partie tmavě olivové se šedavým žíháním, zatímco spodní partie jsou žluté až oranžové, níže přecházející do bílé. Hlava vyniká bílými proužky okolo očí, šedým příuším a černou uzdičkou. Zobák má výraznou černou barvu. Po zbytek roku je zbarvení samců spíše matnější a zobák hnědý. Samice se samcům vesměs podobají, ale bývají fádnější, zvláště na hlavě. Nedospělí jedinci mj. postrádají nápadné zbarvení spodku těla.
Peří na spodní části těla dle studie z roku 2004 neodráží pouze žlutou složku viditelného světla, ale i ultrafialové záření. Mezi samci a samicemi se v tomto ohledu objevuje výraznější pohlavní dimorfismus než dovede postřehnout lidské oko.

## Ekologie a chování

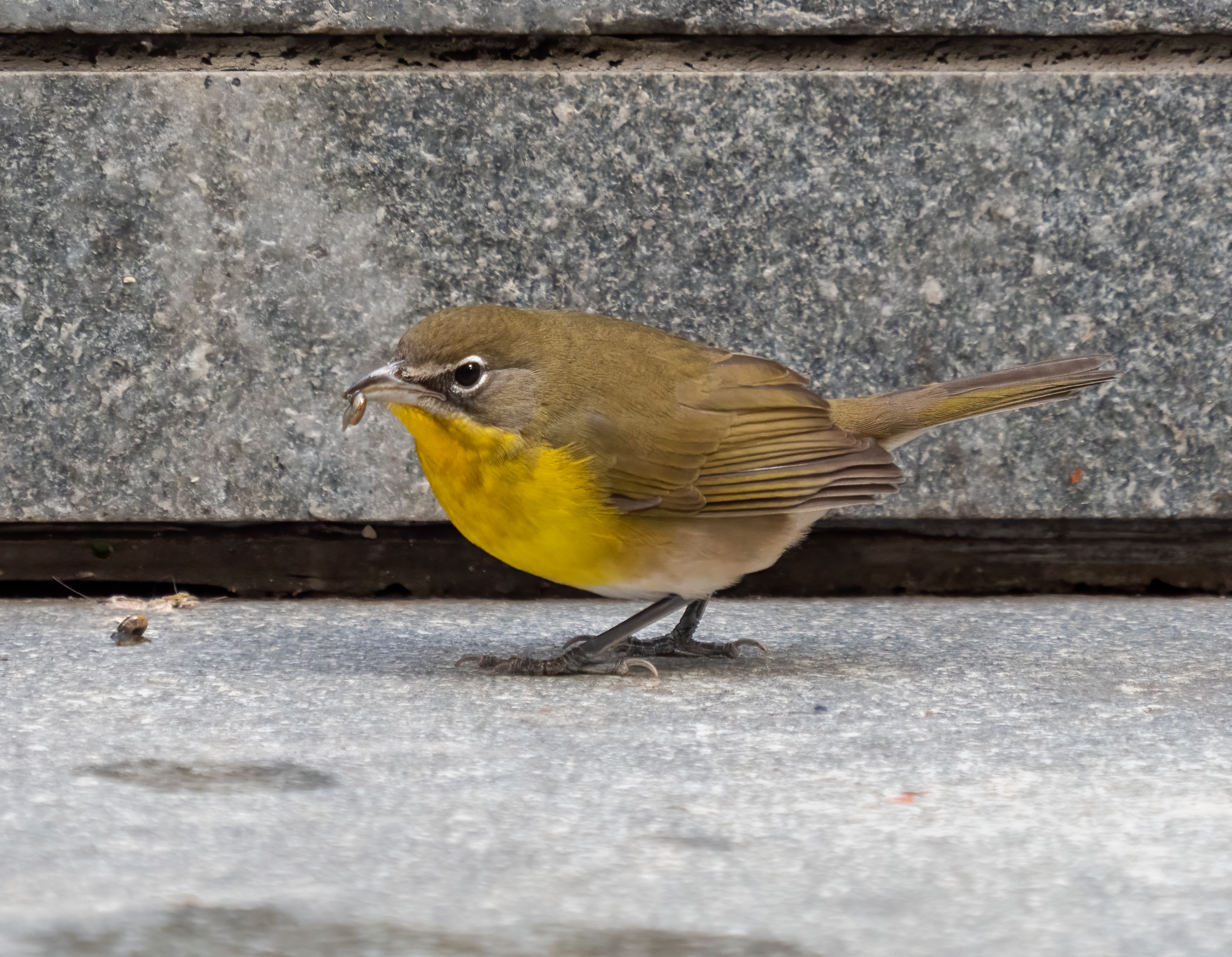
Lesníček s potravou

Lesníček žlutoprsý hnízdí především v různých typech hustých křovinatých otevřených stanovišť. Tito ptáci žijí relativně skrytě a častěji lze slyšet spíše jejich výrazné hlasové projevy než spatřit je samotné. Vokální projevy lesníčků bývají dosti rozmanité, tito ptáci jsou mj. zdatní imitátoři schopní napodobovat jiné druhy ptáků, a dokonce i různé typy zvuků produkovaných lidskou činností. Aktivní jsou v tomto ohledu zejména během období rozmnožování, kdy si samci vymezují hnízdní území a zjednávají dominanci vzájemným zpěvem, jenž slouží také k přivábení partnerek. Lesníčci hnízdí jednou ročně, a sice od května do července.
Lesníčci vytvářejí monogamní svazky, nikoli však striktně. Šálkovitá hnízda z rostlinných materiálů buduje výhradně samice, která rovněž sama zodpovídá za inkubaci vajec. Hnízda bývají umístěna v křoviscích blízko podrostu. Snůška činí 3 až 5 vajec a inkubační doba trvá 10 až 12 dnů. Lesníček žlutoprsý se stává častou obětí hnízdních parazitů, zejména vlhovce hnědohlavého (Molothrus ater), ale i vlhovce bronzového (Molothrus aeneus) a zjištěn byl i parazitismus ze strany kukačky černozobé (Coccyzus erythropthalmus).
Jídelníček tvoří především různé druhy bezobratlých živočichů, především na podzim se lesníčci krmí i plody. Potravu shánějí v přízemní vegetaci či na zemi a při konzumaci si ji přidržují nohama.

## Ohrožení
Mezinárodní svaz ochrany přírody považuje lesníčka žlutoprsého za málo dotčený druh. Celková velikost populace činí dle odhadů z roku 2019 asi 17 milionů kusů, populační trend je mírně klesající.